# 山県就次
山県 就次（やまがた なりつぐ）は、江戸時代前期の武士。毛利氏の家臣で長州藩士。

## 生涯
慶長元年（1596年）、山県勝久の嫡男として生まれた。勝久の死後にその後を継ぎ、毛利秀就・綱広の二代に仕える。
元和6年（1620年）10月9日、秀就から「就」の偏諱を与えられて名を就次と改め、同時に「仁右衛門尉」の官途名を与えられた。また、寛永5年（1628年）5月5日には「太郎兵衛尉」の官途名を与えられた。
明暦2年（1656年）5月17日に死去。享年61。嫡男・就重が後を継いだ。